# 부산직업능력개발원
부산직업능력개발원(Busan Vocational Competency Development Institute)는 노동부 산하 한국장애인고용공단의 산하기관으로, 부산광역시 기장군 정관읍 달산리에 위치하고 있으며, 영남권 최초의 장애인 전용 공공 직업능력개발훈련 기관이다. 장애 유형별 특성화훈련으로 정신장애인, 뇌병변장애인, 지적장애인을 위한 과정을 운영하고 있다. 양성과정으로 기계분야, 건축분야, 디자인분야, 정보기술분야(프로그래밍) 전자분야, 외식분야(제과제빵, 바리스타)를 운영하고 있다. 원서접수 수시로 이루어지며, 전문화된 직업능력평가를 통해 선발되며, 훈련기간은 최대 1년간이며  국내최초로 장애특성에 적합한 개인능력별 훈련방식으로 운영된다.

## 특징
- 전액 국비운영
- 최신식 생활관 및 식사 제공
- 국내최고의 장애인 편의시설 구비
- 훈련중 각종 훈련수당 지급(해당자에 한함)
- 취업알선 후 적응지도